# Anna Joanna von Closen
Anna Joanna von Closen (ur. 1655, zm. 1720) – córka szambelana książąt wirtemberskich Jerzego Ehrenreicha von Closena i Potentii von Croneck.

## Życiorys
Przed 1682 Anna Joanna poślubiła Ferdynanda I Hohensteina, barona pochodzącego z nieślubnej linii Piastów cieszyńskich. W 1681 lub 1682 urodziła syna, któremu nadano po ojcu imię Ferdynand. Niedługo przed 1693 mąż Anny Joanny zginął podczas oblężenia. 1 marca 1693 w Bratysławie Anna Joanna wyszła powtórnie za mąż za Jana Wilhelma von Walterskirchena zu Wolfstahla. Baronowa została również damą Orderu Gwiaździstego Krzyża, nadawanego kobietom wysokiego urodzenia.